# シャド・ガスパード
シャド・ガスパード（Shad Gaspard、1981年1月13日 - 2020年5月17日）は、アメリカ合衆国のプロレスラー。ニューヨーク州ブルックリン出身のアフリカ系アメリカ人。
WWEのスマックダウンおよび下部団体のFCWに所属していた。JTGことジェイソン・ポールとのタッグチーム、クライム・タイム（Cryme Tyme）などでの活躍で知られる。

## 来歴
幼少時代、父にボクシングなどの格闘技を習い、高校時代にはレスリング、バスケットボール、陸上競技などのスポーツを掛け持ちしていた。ジョージア州立パリメーター大学卒業後はボディガードなどを経験し、タフイナフ2に申し込むが身体検査で不合格となっている。

### WWE
2002年、OVWに入団。ダ・ビーストのリングネームで2003年にデビューし、カーリー・コロンの用心棒というギミックを与えられる。しかしカーリーがWWE昇格したため、リングネームを本名のシャド・ガスパードに変更し、シングルプレイヤーとして活動。後にWWEとディベロップメント契約を結び、ザ・ネイバーフッディーとタッグを結成。OVW南部タッグ王座を2度獲得するなどタッグ戦線で活躍した。
2006年9月、JTGと共にWWEに昇格し、チーム名をクライム・タイムに変更。ストリート・サグのコンビというギミックでRAWに登場し、WWE世界タッグ王者だったスピリット・スクワッドやチャーリー・ハース & ヴィセラなどのチームから勝利を収め、2007年8月にもノンタイトルながら当時の世界タッグ王者であるケイド & マードックを破るなど活躍していたが、9月2日にJTGとWWEから解雇された。
WWE解雇後、DCW（Derby City Wrestling）とJAPW（Jersey All Pro Wrestling）といったインディー団体などに出場し、2008年3月にWWEと再契約。7月には短期間ながらもトップスターであるジョン・シナとユニットを結成し、JBL & コーディ・ローデス & テッド・デビアスと抗争する。シナとのユニットが自然消滅した後もコーディ・ローデス & テッド・デビアスとは抗争を継続。彼らが保持していたタッグ王座ベルトを盗むなど挑発し、9月のアンフォーギヴェンで試合にこぎつけるが敗れてしまいタッグ王座奪取とはならなかった。
コーディ・ローデス & テッド・デビアスとの抗争後、ジョン・モリソン & ザ・ミズとの抗争を経て、2009年のドラフトでSmackDownに移籍。ハート・ダイナスティとのコンテンダーズ・マッチに勝利し、サマースラムでWWE統一タッグ王者であるクリス・ジェリコ & ビッグ・ショーに挑戦する権利を獲得するも、圧倒されて敗戦。またしても王座獲得を逸した。10月にはハート・ダイナスティを破ってブラギング・ライツでのSmackDown代表に選出されるも、キャプテンのクリス・ジェリコが代表決定戦に敗れた者による5対5の入れ替え戦を提案し、この試合に敗れたため代表の座を失う。ちなみにこの試合にシャド自身は都合により出場できず4対5のハンディマッチとなっていた。
以降、タッグ戦線で活躍するも、2010年4月2日のSmackDownでジョン・モリソン & Rトゥルースと対戦した際にシャド自身が一方的に攻められピンフォール負けを喫する。試合後カットに入らなかったJTGと口論になった末に暴行を加えてタッグを解散。「クライム・タイムなんてもうウンザリだ。これからはマイ・タイム（俺の時代）だ!」と宣言し、ヒールターンしてシングルプレイヤーに転向。髪を切り落として丸刈りにし、試合時以外はスーツを着用するというクライム・タイム時代とは変わった姿となった。
SmackDownでのJTGへと襲撃以降、継続して介入するようになって抗争を開始。4月25日のエクストリーム・ルールズでストラップマッチによる遺恨戦を行いJTGを圧倒。ダウンしたJTGを背負ったままコーナーへとタッチしに行ったが、気付いたJTGはシャドがコーナーにタッチした後、こっそりそのコーナーにタッチしていくという頭脳プレーを見せ、最後に焦って隙だらけとなったシャドはダ・シャウト・アウトを決められ最後のコーナータッチを逃して敗れた。この遺恨戦後、5月4日のSuperstarsにてJTGと再戦して勝利している。JTGとの対戦後、FCWへ降格し、WWE復帰を目指してトレーニングを続けていたが11月19日付けで解雇が発表された。

### インディー団体
WWE解雇後、2011年1月22日、FWE（Family Wrestling Entertainment）に参戦し、チャーリー・ハースと対戦して勝利した。2月5日にはIGFに参戦するため初来日し、Genome 14にてボビー・ラシュリーとタッグを組んで澤田敦士 & エリック・ハマーと対戦するが敗戦した。
2013年4月19日、QPW（Quintessential Pro Wrestling）へと参戦し、ウィリー・マックと対戦して勝利。
2014年3月29日、IWF（International Wrestling Federation）へと参戦してブライアン・ケイジと対戦するが敗戦した。8月23日、WOW（Warriors Of Wrestling）にてWWE時代の盟友であるJTGとクライム・タイムを再結成し、ブルー・ミーニーと組んでチャチ & Jジョージ & マイク・バーナと6人制タッグマッチを行うが敗戦した。

### 死去
2020年5月17日、カリフォルニア州ヴェニスビーチにて家族と海水浴をしていた際、強烈な離岸流によって沖へと流され、行方不明となった。その後、沿岸警備隊によって周囲70平方海里を捜索したが発見されることはなく、捜索は中断された。そして3日後の5月20日、浜に漂着した遺体が発見され、ロサンゼルス郡検視官事務所によってシャドであることが確認された。39歳没。
2022年3月25日、WWEからウォリアー賞受賞が発表される。

## 得意技
G9
クライム・タイムで活動中に使用していたJTGとの合体技。シャドのサモアン・ドロップからJTGのランニング・リバース・ネックブリーカーに移行する連携技。ネーミングの由来はGで始まる9文字の英単語 "Gangsters" に由来する。
サグニフィセンス
足を大きく振り上げて放つSTOボンバー。
マネー・マネー・エルボー
倒れている相手に対して使用。技を仕掛ける際に決め台詞の「マネー・マネー、イエー・イエー」を叫びエルボー・ドロップを投下する。ザ・ロックのピープルズ・エルボー同様見せ技的要素が大きい。ヒールターン後は使用しなかった。
ビッグ・ブート

## 獲得タイトル
WWE
- WWE殿堂（ウォリアー賞）

OVW
- OVW南部タッグ王座 : 2回

w / ザ・ネイバーフッディー

## その他
- 身長2メートル以上と恵まれた体格で力も持ち合わせているが、試合運びとレスリング技術に稚拙な点が見られる。
- 2009年のロイヤルランブルではJTGとどちらが出るかでコイントスを行い、表に賭けたJTGが出場することになったが、そのコインは両方とも表が出るようになっていたという、ギミックに似合った寸劇を披露した。ちなみにクライム・タイムが出場権を得た際にはどちらかしか出場できないという条件が付けられており、2009年、2010年ともにJTGが出場している。

## 入場曲
- Bringin´Da Hood T U

クライム・タイムでの活動時に使用していた。
- In A FiX